# Wulka

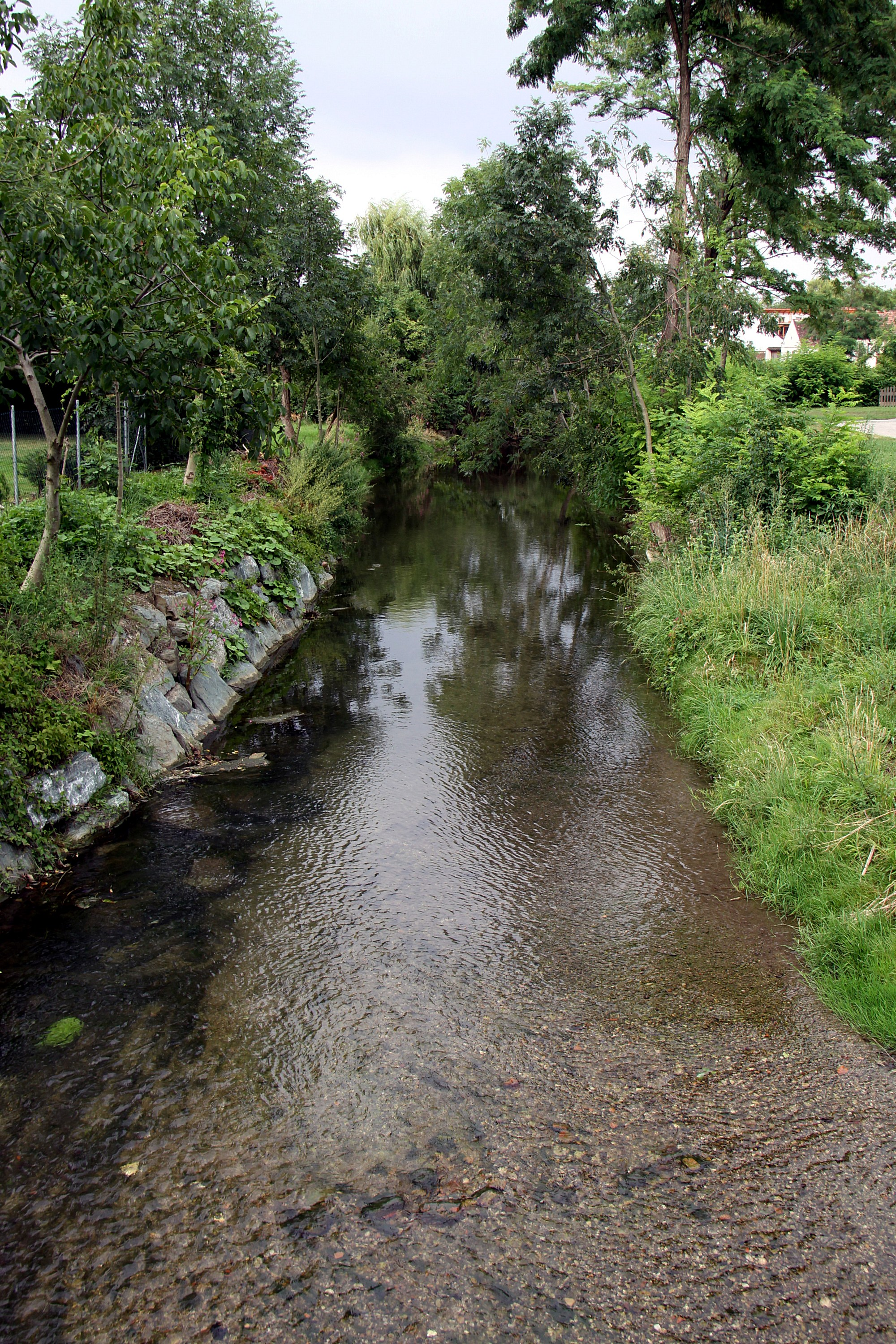
De Wulka in Poettelsdorf

De Wulka is een rivier in het Oostenrijkse Burgenland. De rivier ontspringt in het Rosaliengebergte nabij Forchtenstein en mondt bij Donnerskirchen uit in het Neusiedlermeer. Het gemiddelde debiet van de rivier bedraagt 1,2 m³/s. De rivier is 30km lang.
De Wulka wordt gevoed vanuit de Marzer Bach, Sulzbach, Nodbach, Eisbach en de uit Wiesen komende Edelsbach.
- Virtual International Authority File: 245827231